# Coleodactylus natalensis
Coleodactylus natalensis — вид геконоподібних ящірок родини Sphaerodactylidae. Ендемік Бразилії. Вид названий на честь бразильської герпетологині Елізи Марії Ксав'є Фрейре.

## Поширення і екологія
Coleodactylus natalensis мешкають на сході бразильського штату Ріу-Гранді-ду-Норті, зокрема в заповіднику Дюнас-де-Наталь. Вони живуть в атлантичних лісах, на прибережних дюнах та в прибережних заростях рестінги. Ведуть денний спосіб життя. Відкладають яйця, в кладці одне яйце.

## Збереження
МСОП класифікує цей вид як такий, що перебуває під загрозою зникнення. Coleodactylus natalensis загрожує знищення природного середовища.